# Hippolyte cedrici
Hippolyte cedrici is een garnalensoort uit de familie van de Hippolytidae. De wetenschappelijke naam van de soort werd voor het eerst geldig gepubliceerd in 2019 door Fransen en De Grave.